# 前680年
| 千纪： | 前1千纪 |
| 世纪： | 前8世纪 \| 前7世纪 \| 前6世纪 |
| 年代： | 前710年代 \| 前700年代 \| 前690年代 \| 前680年代 \| 前670年代 \| 前660年代 \| 前650年代                                                                                              |
| 年份： | 前685年 \| 前684年 \| 前683年 \| 前682年 \| 前681年 \| 前680年 \| 前679年 \| 前678年 \| 前677年 \| 前676年 \| 前675年                                                                |
| 纪年： | 周僖王二年 魯莊公十四年 齊桓公六年 晉侯緡25年 曲沃武公36年 鄭子嬰十四年 宋桓公二年 楚文王十年 衛惠公二十年 秦武公十八年 陳宣公十三年 蔡哀侯十五年 燕庄公十一年 曹庄公22年 杞共公元年 |

## 大事记
- 鄭厲公自櫟反攻鄭國，鄭國守將傅瑕殺死國君鄭子嬰，迎接厲公回國復位為君。
- 一颗陨石撞击爱沙尼亚的萨雷马岛，形成了卡利陨石坑（英语：Kaali crater）
- 古希腊第25届奥林匹克运动会在奥林匹亚举行